# مقاطعة بن هل (جورجيا)
مقاطعة بن هل (بالإنجليزية: Ben Hill County)‏ هي إحدى المقاطعات في ولاية جورجيا في الولايات المتحدة الأمريكية.